# Netscape Navigator

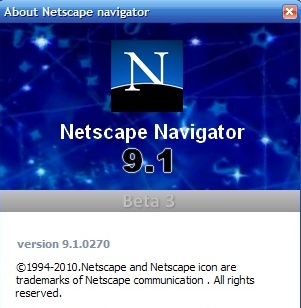
Netscape Navigator 9.1 beta 3 információs kártya

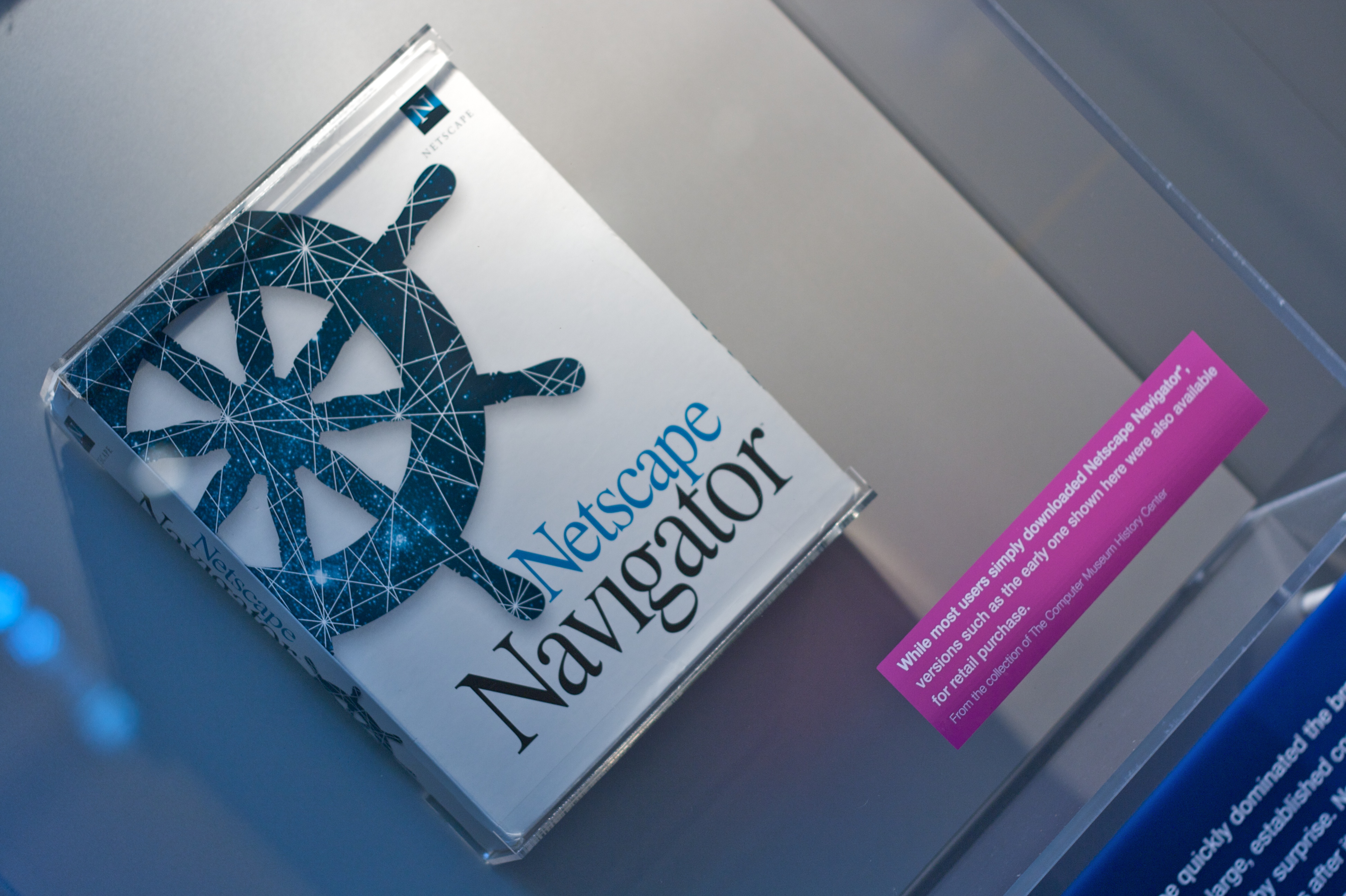
A Netscape Navigator mint dobozos termék, a CHM-ben kiállítva

A Netscape Navigator egy webböngésző, amit a Netscape Communications, illetve 1999-től az AOL (amely felvásárolta a Netscape Communicationst) fejlesztett 2008. március elsejéig.

## Történet

### Kezdetek
Az 1990-es évek elején Marc Andreessen a Netscape Communications társalapítója és a NCSA Mosaic fejlesztői kezdték kifejleszteni a Netscape Navigatort.
A fejlesztés neve a Mozilla lett, ami a Mosaic Killer névből alakult ki. A Netscape Navigator kódja részben megegyezett a grafikus Mosaic böngésző kódjával. 1994 októberében Mosaic Netscape 0.9 néven jelent meg.
A HTML keretek támogatása újdonságként jelent meg a Netscape böngészőben. 1996-ig a Netscape Navigator a legnépszerűbb webböngésző volt a 16 bites Microsoft és az Apple Mac OS operációs rendszereken.

### Böngészőháború
A Netscape Navigator népszerűsége rohamosan csökkent, amikor megjelentek a Microsoft olyan Windows operációs rendszerei, amik már tartalmazták az Internet Explorer böngészőt. 2002 végén a Netscape Navigator már nem volt a leggyakrabban használt webböngészők között.

### A Mozilla projekt kezdetétől a Netscape Navigator megszűnéséig
A negyedik verziótól a Netscape Navigator böngésző forráskódja nyílt lett és létrejött a Mozilla projekt abból a célból, hogy a programot fejlessze. A böngésző hatodik verziója már a Mozilla projekt forráskódjára épült és a Netscape Communicator programcsomag egyik részeként jelent meg. A Netscape Navigator névből elhagyták a Navigator szót és ettől kezdve Netscape böngészőnek nevezték.
A hetedik verzió Mozilla 1.4-re épült és ez volt az utolsó változat, ami az Apple Mac OS operációs rendszereken is működött.
A 8.0.1 verzió már tartalmazott azonnali üzenetküldési funkciót és támogatta a Mycroft beépülőt is. Újdonságként jelent meg a programban a Trident böngészőmotor. Lehetett választani, hogy Gecko vagy Trident használatával történjen a weblapok megjelenítése. Ez a verzió az AOL és a Mercurial Communications szoftvercég együttműködésével jött létre.
A böngésző kilencedik verziója Mozilla Firefox 2-re épült és új beépülőkkel egészült ki. A Navigator szó újra szerepelt a böngésző nevében, tehát a régi Netscape Navigator néven jelent meg. Az AOL a kanadai Mercurial szoftvercéggel befejezte az együttműködést.
2007. december 28-án az AOL bejelentette, hogy 2008. február elsejével befejezi a böngésző fejlesztését. A felhasználóknak javasolták, hogy térjenek át a Firefox használatára. A hivatalos támogatást az AOL 2008. március elsejéig meghosszabbította.

A Netscape Navigator használati aránya, 1994–2007

## Verziótörténet
| Verziók                    | Kiadás dátuma       | Megjegyzések és fontos változások                                                         |
| -------------------------- | ------------------- | ----------------------------------------------------------------------------------------- |
| Mosaic Netscape 0.9        | 1994. október 13.   |                                                                                           |
| Netscape Navigator 1.0     | 1994. december 15.  |                                                                                           |
| Netscape Navigator 1.1     | 1995. március       |                                                                                           |
| Netscape Navigator 1.22    | 1995. augusztus     |                                                                                           |
| Netscape Navigator 2.0     | 1996. március       |                                                                                           |
| Netscape Navigator 3.0     | 1996. augusztus 19. |                                                                                           |
| Netscape Navigator 3.04    | 1996. október 4.    |                                                                                           |
| Netscape Navigator 4.0     | 1997. június        | a Netscape Communicator programcsomagban jelent meg                                       |
| Netscape Navigator 4.06    | 1998. augusztus 17. |                                                                                           |
| Netscape Navigator 4.08    | 1998. november 9.   | utolsó verzió, ami támogatta a 16 bites Windows és a 68k Macintosh operációs rendszereket |
| Netscape Navigator 9.0.0.6 | 2008. február 21.   | Mozilla Firefox 2-re építve                                                               |

## Fordítás
- Ez a szócikk részben vagy egészben a Netscape Navigator című német Wikipédia-szócikk ezen változatának fordításán alapul.  Az eredeti cikk szerkesztőit annak laptörténete sorolja fel. Ez a jelzés csupán a megfogalmazás eredetét és a szerzői jogokat jelzi, nem szolgál a cikkben szereplő információk forrásmegjelöléseként.